# Kim Jeong-hwan
Kim Jeong-hwan (hangeul : 김정환) est un poète, romancier et critique sud-coréen. 

## Biographie
Kim Jeong-hwan est né le 22 janvier 1954 à Séoul. Il est diplômé en 1980 de l'université nationale de Séoul en langue anglaise. Il fait ses débuts littéraires durant l'été 1980, avec la publication de six poèmes, dont Mapo, dans la revue Création et Critique(Changjak-gwa bigpyeong).

## Œuvre
Le premier recueil de poèmes de Kim Jeong-hwan, Une chanson qui ne peut être effacée (Jiulsu eomneun norae) dépeint les souffrances et les tourments d'un intellectuel brimé et censuré sous la dictature militaire au début des années 1980. Sa poésie n'est pas une attaque frontale et directe du gouvernement en place à l'époque, mais une manière de témoigner de l'empathie et du réconfort envers les personnes laissées pour compte ou écrasées. Ces récits sont ainsi avant tout teintés de politique ; il attache une importance particulière à dénoncer les méfaits et les influences des politiques dictatoriales sur la vie des plus faibles.